# پروپیونیک اسیدمی
پروپیونیک اسیدمی که تحت عناوین پروپیونیک اسیدوری, کمبود پروپیونیل کوآ کربوکسیلاز و گلیسینمی کتوتیک نیز خوانده می‌شود، نوعی اختلال متابولیک با توارث اتوزومی مغلوب است که به عنوان نوعی "ارگانیک اسیدمی" طبقه‌بندی می‌شود.
این بیماری در اوایل دوره نوزادی با انسفالوپاتی پیشرونده‌ای که می‌تواند به سرعت به مرگ بیمار منجر شود و همچنین هیپرآمونمی ثانویه، عفونت، کاردیومیوپاتی و انفارکتوس گانگلیون‌های قاعده‌ای تظاهر می‌کند.
پروپیونیک اسیدمی یک بیماری نادر است که از هر دو والد به ارث می‌رسد. چون این بیماری به طورت اتوزومی مغلوب به ارث می‌رسد، بنابراین ممکن است هیچ‌یک از والدین دچار این بیماری نباشند ولی ناقل ژن معیوب بوده و آن را به فرزند خود انتقال دهند.

## پاتوفیزیولوژی
در افراد سالم، آنزیم پروپیونیل کوآ کربوکسیلاز واکنش تبدیل پروپیونیل کوآ به متیل مالونیل کوآ را کاتالیز می‌کند. این واکنش یکی از مراحل مسیر تبدیل برخی اسیهای آمینه و چربی‌ها به قند به منظور تولید انرژی است. در این بیماران آنزیم نامبرده معیوب است. در این بیماران اسید آمینه‌های ایزولوسین, والین, ترئونین و متیونین و همچنین اسیدهای چرب به پروپیونیل کوآ تبدیل می‌شوند. اما پروپیونیل کوآ بجای آن که به متیل مالونیل کوآ تبدیل شود، به پروپیونیک اسید تبدیل می‌شود که به تدریج در خون تجمع یافته و به غلظت‌های خطرناک رسیده و اندام‌هایی همچون قلب, مغز و کبد آسیب رسانده و باعث تشنج و اختلالات گفتاری و حرکتی می‌گردد.

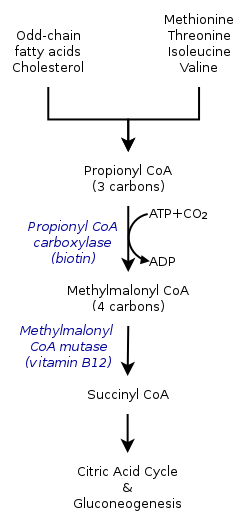
Methylmalonic acidemia is caused by a defect in the vitamin B_{12}-dependent enzyme methylmalonyl CoA mutase.

## نشانه‌های بیماری
پروپیونیک اسیدمی معمولاً بلافاصله پس از تولد تظاهر می‌نماید. نشانه‌های بیماری عبارتند از:
- خوب شیر نخوردن
- استفراغ
- دهیدراتاسیون
- اسیدوز
- هیپوتونی
- تشنج
- خواب آلودگی

## اپیدمیولوژی
این بیماری به صورت اتوزومی مغلوب به ارث می‌رسد. شیوع بیماری در ایالات متحده یک مورد در هر ۳۵٬۰۰۰ نفر و در عربستان سعودی یک مورد در ۳٬۰۰۰ نفر است.

پروپیونیک اسیدمی با توارث اتوزومی مغلوب

## اقدامات درمانی
- تا حدامکان رژیم کم پروتئین
- دریافتی پروتئینی این بیماران باید فاقد متیونین، ترئیونین و والین و ایزولوسین باشد.
- تجویز L-کارنیتین
- درمان آنتی بیوتیکی در ۱۰ روز از هر ماه برای حذف فلورای میکروبی تولیدکننده پروپیونیک اسید در روده.
- در برخی مطالعات، پیوند کبد با بهبود کیفیت زندگی بیماران همراه بوده‌است.[۳]